# Colonia Renacimiento, Iguala de la Independencia
Colonia Renacimiento är en ort i Mexiko.   Den ligger i kommunen Iguala de la Independencia och delstaten Guerrero, i den sydöstra delen av landet, 120 km söder om huvudstaden Mexico City. Colonia Renacimiento ligger 814 meter över havet och antalet invånare är 250.
Terrängen runt Colonia Renacimiento är varierad. Runt Colonia Renacimiento är det ganska tätbefolkat, med 222 invånare per kvadratkilometer. Närmaste större samhälle är Iguala de la Independencia, 3,9 km sydväst om Colonia Renacimiento. I omgivningarna runt Colonia Renacimiento växer huvudsakligen savannskog.